# ثريا بنت محمد المزيني
ثريا بنت محمد المزيني، هي شاعرة سعودية ولدت على وجه التقريب في عام 1265هـ/ 1849م في روضة رمان بمنطقة حائل وأمضت حياتها فيها 

## حياتها
لقبت بـلقب ( ثريا خوالي) لنشأتها عند أخوالها وهم من أسرة المطري، كما عرفت بـ( ثريا المطرية ) نسبة إليهم، عاشت حياة تميل إلى الفقر فقد كانت تقوم ببعض الأعمال البسيطة مثل جمع الأعشاب والحشائش من الصحراء واحضارها لإطعام الإبل والمواشي.
اشتهرت بصفات الكرم والعفة وكانت من أشهر شاعرات بلدتها ولها العديد من القصائد لكن لم يصلنا سوى ما حفظه الرواة عنها ، وقد عكست الأشعار المنسوبة إليها العديد من جوانب حياتها وحياة مجتمعها ومن أشهر قصائدها ما نقلته لنا من وضع سطوة قطاع الطرق أو اللصوص الراجلين وهم من عرفوا بالحنشل على أفراد المجتمع وجسدت ذلك في أبيات وكان لهذه القصيدة عظيم الأثر فحين سمعها عبد العزيز بن متعب بن رشيد أرسل فوراً للبحث عن الحنشل وتمكن رجاله من القبض على زعيمهم سعيفان، وأمر بقتله، ونفذ فيه الحكم  ودفن في شمال بلدة الروضة 

## وفاتها
توفيت عام 1336هـ / 1917م وهو العام الذي عرف بسنة الرحمة حيث انتشر وباء تسبب في هلاك الكثير وهو ما عرف بالإنفلونزا الاسبانية، وهي سنة سابقة لسنة الرحمة التي حدثت وسط نجد بسبب الأمطار الغزيرة في عام 1337هـ/ 1919م.